# Речная (Магаданская область)
Речная — упразднённый посёлок в Ягоднинском районе Магаданской области.

## География
Посёлок располагался на реке Чек-Чека, в 9 км к северу от посёлка Штурмовой.

## История
Постановлением Правительства Магаданской области от 23 марта 2017 года № 223-пп посёлок был упразднён.

## Население
| 1994 | 2002 | 2010 |
| ---- | ---- | ---- |
| 400  | ↘15  | ↘1   |